# Trichoncus villius
Trichoncus villius là một loài nhện trong họ Linyphiidae.
Loài này thuộc chi Trichoncus. Trichoncus villius được miêu tả năm 2007 bởi Andrei V. Tanasevitch & Piterkina.